# Mister Jones
Mister Jones, banda de Rock residente en Lérida, formada en 2004 y ganadores del concurso Directe Rock Ciutat de Lleida ese mismo año.
Con dos trabajos publicados, Costumbres Canallas en 2006 y Funambulistas en 2009, el grupo está formado por:
- Joan Lozano (guitarras eléctricas acústicas voz y coros)
- Josep Mª Lasierra (bajo y coros)
- Txesko Bobillo (batería)
- Carlos Cerezo (guitarras eléctricas, acústicas y coros)
- Joan Enric Vidal (teclados y voces).

Mister Jones se mueven en clave de Rock, donde las canciones de Joan Lozano juegan con diferentes matices intentando dar un paso adelante, cuidando por igual y al detalle música y letras, con un discurso diferente y muy personal.

## Discografía
1. Costumbres Canallas (2006)
2. Funambulistas (2009)

## Artistas relacionados
- José Ignacio Lapido
- Quique González
- Tom Petty And The Heartbreakers
- Wilco
- Lucinda Williams
- Drive-By Truckers
- Richmond Fontaine
- Pearl Jam
- Eels
- Big Star
- Andrés Calamaro
- Los DelTonos
- Josele Santiago
- Iván Ferreiro
- M-Clan
- Bunbury
- Los Enemigos
- 091
- Loquillo y Los Trogloditas